# Кудринка (Калінінградська область)
Кудринка (рос. Кудринка) — селище Зеленоградського району, Калінінградської області Росії. Входить до складу Ковровського сільського поселення.
Населення — 26 осіб (2015 рік).

## Населення
| 2002 | 2010 |
| ---- | ---- |
| 35   | ↘26  |